# Lauren Mayberry
Lauren Eve Mayberry (Thornhill, 7 ottobre 1987) è una cantante, cantautrice e giornalista scozzese, nota per essere la voce principale del gruppo synth pop Chvrches, della quale è anche coautrice dei testi insieme agli altri due membri Iain Cook e Martin Doherty.

## Biografia
Nata a Thornhill, in Scozia, si approcciò al mondo della musica sin in tenera età, dopo aver imparato a suonare il piano. A questo si aggiungerà qualche anno più tardi lo studio della batteria, strumento che l'accompagnerà nei primi anni di carriera musicale.
Dopo aver frequentato la Beaconhurst School a Bridge of Allan, consegue la laurea in legge presso l'università di Strathclyde, seguita nel 2010 da un master in giornalismo.

## Carriera
Tuttavia, parallelamente agli studi, la cantante continua ad operare in ambito musicale, il cui debutto avverrà a soli 15 anni, come batterista per un particolare gruppo locale. Successivamente suonerà la batteria per altri gruppi, fino a diventare la vocalist principale delle due band Boyfriend/Girlfriend e Blue Sky Archives.
Nel settembre 2011, proprio durante la militanza nei Blue Sky Archives, conoscerà Iain Cook nella produzione dell'EP Triple A-Side, di cui quest'ultimo si occupava. Il produttore scozzese chiese quindi a Mayberry di cantare qualche demo che aveva prodotto insieme all'amico Martin Doherty. Dopo 7 mesi di registrazioni presso uno scantinato a Glasgow (che i 3 definirono alquanto produttivi), decisero di formare una band synth-pop di nome Chvrches.
Nel 2012 vi fu la pubblicazione delle tracce Lies e The Mother We Share, seguita poi l'anno seguente dalla firma con l'etichetta Glassnote Records. Sempre nel 2013 vi fu la pubblicazione del primo EP Recover, seguito il 20 settembre dall'album di debutto The Bones of What You Believe.
Ha partecipato poi alla registrazione di Every Open Eye, secondo album in studio del gruppo, pubblicato nel luglio 2016. Seguiranno Love Is Dead nel 2018 e Screen Violence nel 2021.
Nel 2024 viene pubblicato il suo primo album da solista, intitolato Vicious Creature.
Durante le esibizioni dal vivo con i Chvrches ha anche collaborato con gruppi quali Death Cab for Cutie, Bleachers e The National.

## Attivismo e filantropia
È molto attiva in campo femminista, nonché fondatrice a Glasgow del collettivo TYCI, con il quale collabora scrivendo articoli per la rivista online e il relativo blog, a cui si aggiungono le partecipazioni ad alcuni podcast. Insieme al gruppo ha anche preso parte ad eventi live finalizzati a raccogliere fondi da devolvere al Glasgow Woman's Aid.
Nel 2013 ha pubblicato un articolo per la testata The Guardian, dove si schierava contro i vari insulti misogini ricevuti in rete, il quale testualmente riporta:
Ha discusso poi dell'accaduto nell'emittente televisiva britannica Channel 4, argomento poi ripreso anche nel rabbioso video di "Leave A Trace", primo singolo estratto dall'album Every Open Eye.
Oltre a questo, Mayberry è anche sostenitrice dei Rape Crisis Glasgow, nonché di altre organizzazioni quali WaterAid, The Yellow Bird Project, WildAid e Plus 1. A questo si aggiungono le donazioni fatte ad Amnesty International di parte dei ricavi derivanti dai concerti dei Chvrches. Altri coinvolgimenti sono quelli presso le associazioni Glasgow's Rock School for Girls e Amy Poehler's Smart Girls.
Nel 2015 ha scritto un ulteriore articolo presso la Lenny Letter, newsletter settimanale femminista creata da Lena Dunham e Jennifer Konner, nel quale racconta gli abusi subiti da una precedente relazione amorosa.
Nel dicembre 2016, ha preso parte ad una raccolta fondi insieme ad altri artisti quali Carly Rae Jepsen, Lorde e Charli XCX da destinare alla Ally Coalition, associazione creata da Jack Antonoff con lo scopo di raccogliere fondi per aiutare i giovani senzatetto appartenenti alla comunità LGBT.

## Discografia

### Come solista
- Vicious Creature (2024)

### Con i Boyfriend/Girlfriend
- Kill Music EP (2007)
- Optimism EP (2008)

### Con i Blue Sky Archives
- Blue Sky Archives EP (2010)
- Plural EP (2011)
- Killing in the Name (2011)
- Triple A-Side EP (2012)

### Con i Chvrches
- The Bones of What You Believe (2013)
- Every Open Eye (2015)
- Love Is Dead (2018)
- Screen Violence (2021)